# Plebania kościoła Świętej Trójcy w Tykocinie
Plebania kościoła Świętej Trójcy w Tykocinie – została zbudowana w stylu barokowym w latach 1748–1750. 

## Historia
W 1748 roku teren przykościelny ogrodzono murem, wewnątrz którego została zbudowana plebania. Projekt bramy z popiersiami ewangelistów wykonał Jan Henryk Klemm. Po śmierci proboszcza w 1751 r., Jan Klemens Branicki powierzył parafię Zgromadzeniu Misjonarzy oraz podjął się ufundowania seminarium duchownego dla kleryków diecezji łuckiej. W związku z nowym zadaniem, w latach 1769–1771 rozbudowano plebanię wg projektu Kazimierza Nowickiego Jr. 
Po powstaniu styczniowym rosyjskie władze zaborcze odebrały misjonarzom parafię oraz zlikwidowały seminarium. 
Obecnie budynek ponownie pełni funkcję plebanii. Elewacje ozdabiają barokowe podziały ramowe. We wnętrzu na parterze zachowały się sklepienia kolebkowe, a powyżej stropy. Zachował się także dawny refektarz i dormitorium oraz brama między plebanią a spichlerzem z otworami zamkniętymi łukiem koszowym.
Budynek wpisany jest do rejestru zabytków jako część zespołu klasztornego pod numerami A-455z 30.04.1958 i z 5.05.1958.

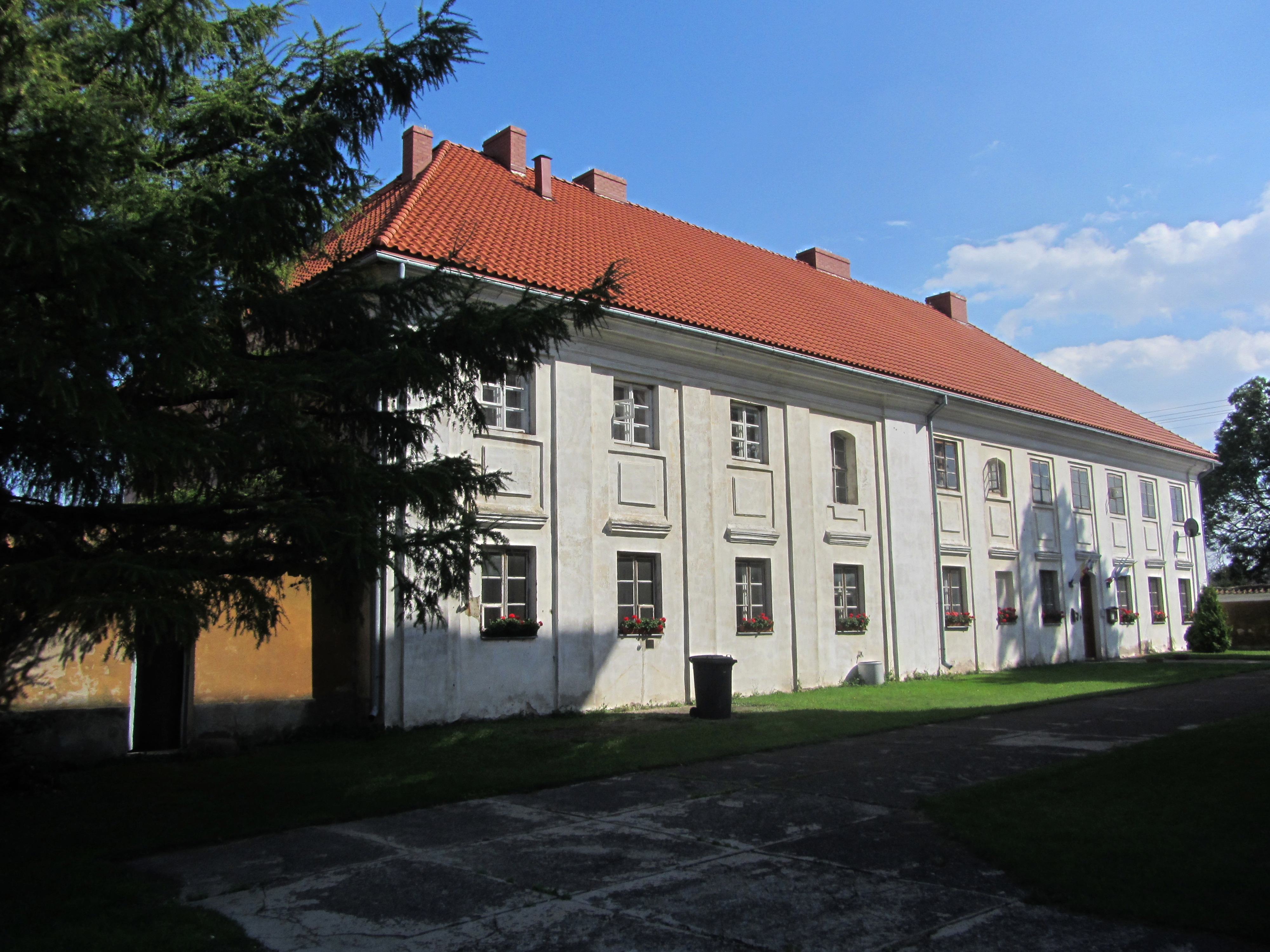
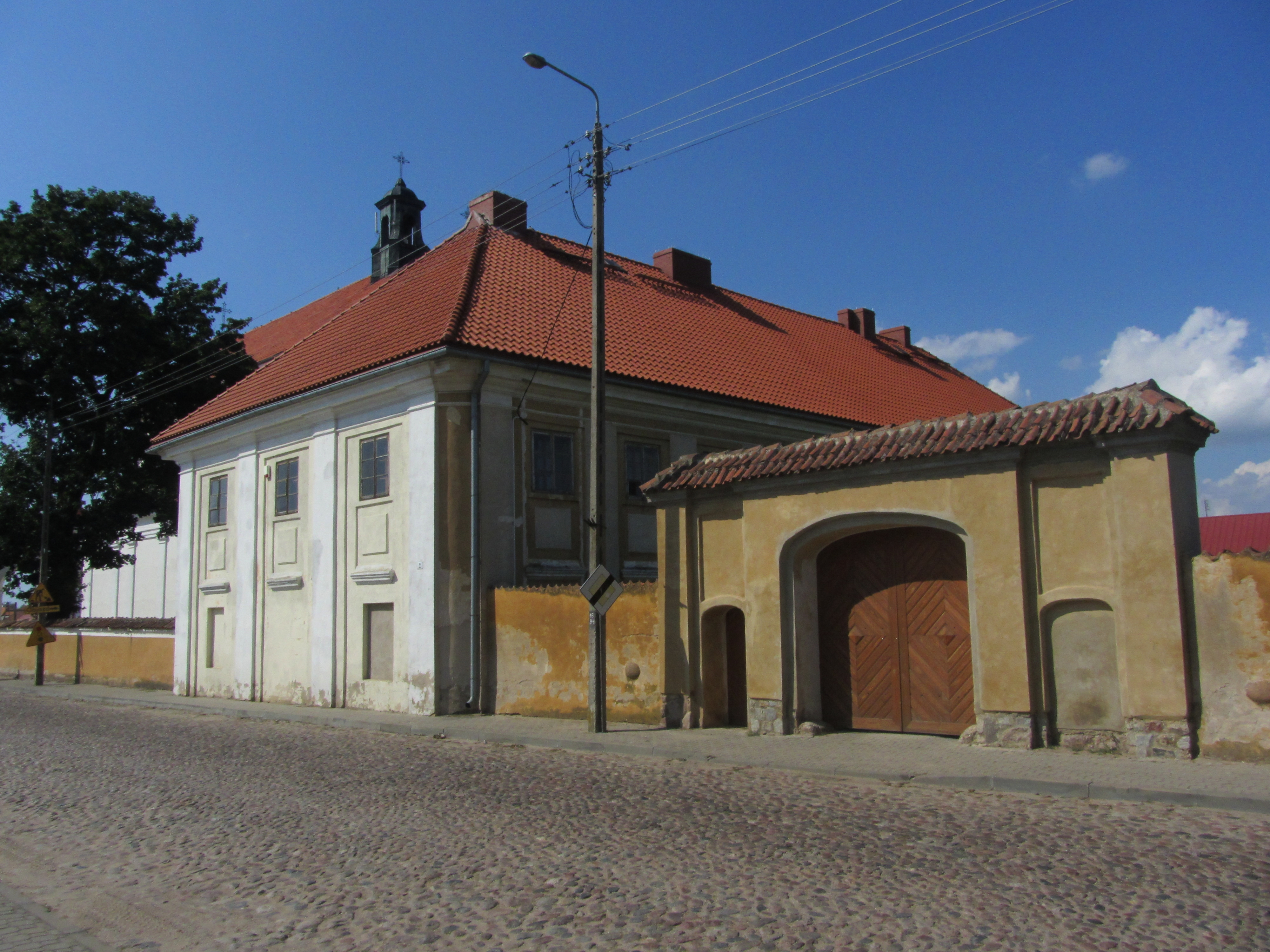